# Unione Sportiva Bari 1938-1939
Questa voce raccoglie le informazioni riguardanti l'Unione Sportiva Bari nelle competizioni ufficiali della stagione 1938-1939.

## Rosa
Fonte:
| N. |                   | Ruolo | Calciatore           |
| -- | ----------------- | ----- | -------------------- |
|    | Italia (bandiera) | P     | Alferio Cubi         |
|    | Italia (bandiera) | P     | Alfonso Ricciardi    |
|    | Italia (bandiera) | D     | Fabio Del Bianco     |
|    | Italia (bandiera) | D     | Raffaele Mancini     |
|    | Italia (bandiera) | D     | Silvio Di Gennaro    |
|    | Italia (bandiera) | D     | Luigi Caldarulo      |
|    | Italia (bandiera) | D     | Ambrogio Alfonso     |
|    | Italia (bandiera) | C     | Francesco Capocasale |
|    | Italia (bandiera) | C     | Renato Cappellini    |
|    | Italia (bandiera) | C     | Primo Andrighetto    |
|    | Italia (bandiera) | C     | Vincenzo Orlando     |
|    | Italia (bandiera) | C     | Francesco Pollice    |

| N. |                      | Ruolo | Calciatore          |
| -- | -------------------- | ----- | ------------------- |
|    | Argentina (bandiera) | C     | Silvio Bonino       |
|    | Italia (bandiera)    | C     | Onofrio Fusco       |
|    | Italia (bandiera)    | C     | Tommaso Maestrelli  |
|    | Italia (bandiera)    | A     | Alessandro Duè      |
|    | Italia (bandiera)    | A     | Ottorino Dugini     |
|    | Italia (bandiera)    | A     | Raffaele Costantino |
|    | Italia (bandiera)    | A     | Cesare Grossi       |
|    | Italia (bandiera)    | A     | Lino Cason          |
|    | Italia (bandiera)    | A     | Giorgio Dentuti     |
|    | Italia (bandiera)    | A     | Vito Turi           |
|    | Ungheria (bandiera)  | A     | Ferenc Ottavi       |

## Statistiche

### Statistiche di squadra
| Competizione | Punti | In casa | In casa | In casa | In casa | In casa | In casa | In trasferta | In trasferta | In trasferta | In trasferta | In trasferta | In trasferta | Totale | Totale | Totale | Totale | Totale | Totale | DR  |
| Competizione | Punti | G       | V       | N       | P       | Gf      | Gs      | G            | V            | N            | P            | Gf           | Gs           | G      | V      | N      | P      | Gf     | Gs     | DR  |
| ------------ | ----- | ------- | ------- | ------- | ------- | ------- | ------- | ------------ | ------------ | ------------ | ------------ | ------------ | ------------ | ------ | ------ | ------ | ------ | ------ | ------ | --- |
| Serie A      | 27    | 15      | 8       | 7       | 0       | 22      | 10      | 15           | 1            | 2            | 12           | 11           | 36           | 30     | 9      | 9      | 12     | 33     | 46     | -13 |
| Coppa Italia |       | -       | -       | -       | -       | -       | -       | -            | -            | -            | -            | -            | -            | 1      | 0      | 0      | 1      | 2      | 3      | -1  |
| Totale       |       | 15      | 8       | 7       | 0       | 22      | 10      | 16           | 1            | 2            | 13           | 13           | 39           | 31     | 9      | 9      | 13     | 35     | 49     | -14 |

### Statistiche dei giocatori
| Giocatore      | Serie A  | Serie A | Coppa Italia | Coppa Italia | Totale   | Totale |
| Giocatore      | Presenze | Reti    | Presenze     | Reti         | Presenze | Reti   |
| -------------- | -------- | ------- | ------------ | ------------ | -------- | ------ |
| A. Alfonso     | 1        | 0       | -            | -            | 1        | 0      |
| P. Andrighetto | 26       | 0       | 1            | 0            | 27       | 0      |
| S. Bonino      | 22       | 1       | 1            | 0            | 23       | 1      |
| L. Caldarulo   | 3        | 0       | -            | -            | 3        | 0      |
| F. Capocasale  | 30       | 3       | 1            | 0            | 31       | 3      |
| R. Cappellini  | 27       | 6       | 1            | 1            | 28       | 7      |
| R. Costantino  | 19       | 3       | -            | -            | 19       | 3      |
| A. Cubi        | 17       | -24     | -            | -            | 17       | -24    |
| F. Del Bianco  | 30       | 1       | 1            | 0            | 31       | 1      |
| S. Di Gennaro  | 29       | 0       | 1            | 0            | 30       | 0      |
| A. Duè         | 30       | 3       | 1            | 1            | 31       | 4      |
| O. Dugini      | 22       | 10      | 1            | 0            | 23       | 10     |
| O. Fusco       | 15       | 1       | 1            | 0            | 16       | 1      |
| C. Grossi      | 15       | 4       | -            | -            | 15       | 4      |
| T. Maestrelli  | 1        | 0       | -            | -            | 1        | 0      |
| R. Mancini     | 29       | 1       | 1            | 0            | 30       | 1      |
| F. Ottavi      | 1        | 0       | -            | -            | 1        | 0      |
| A. Ricciardi   | 13       | -22     | 1            | -3           | 14       | -25    |